# Колібрі-білогуз синьохвостий
Колі́брі-білогуз синьохвостий (Chalybura buffonii) — вид серпокрильцеподібних птахів родини колібрієвих (Trochilidae). Мешкає в Центральній і Південній Америці. Вид названий на честь французького натураліста Жоржа-Луї Леклерка де Бюффона.

## Опис

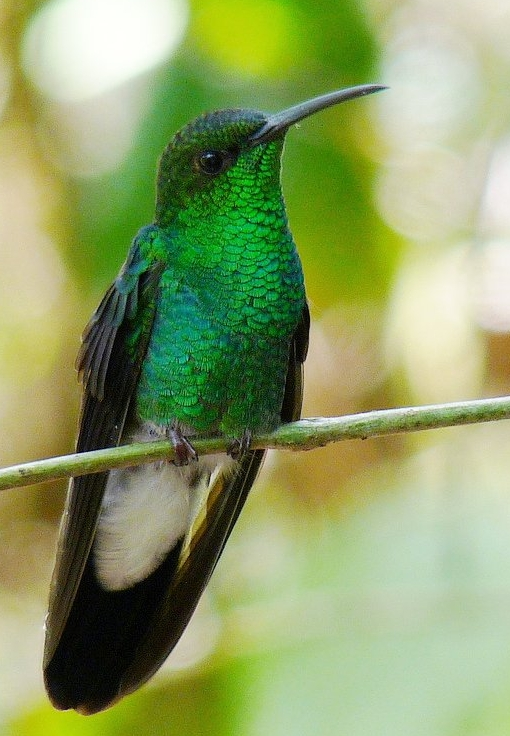
Синьохвостий колібрі-білогуз

Довжина птаха становить 10,5-12 см, вага 6-8 г. У самців верхня частина тіла темно-зелена з металевим відблиском, тім'я, потилиця і верхні покривні пера хвоста мають бронзовий відтінок. Нижня частина тіла світло-зелена з металевим відблиском, верхня частина грудей блакитнувата. Нижня частина живота біла, нижні покривні пера хвоста пухнасті, білі. Хвіст синювато-чорний, центральні стернові пера бронзові. Дзьоб і лапи чорні. У самиць нижня частина тіла сіра, боки і груди поцятковані зеленими плямами. Крайні стернові пера тьмяно-сірі. У молодих птахів пера на тімені мають охристі края, у молодих самців нижня частина тіла більш тьмяно-зелена.

## Підвиди
Виділяють п'ять підвидів:
- C. b. micans Bangs & Barbour, 1922 — від центральної Панами до північно-західної Колумбії;
- C. b. buffonii (Lesson, R, 1832) — північно-східна і центральна Колумбія (долина Магдалени) і північно-західна Венесуела;
- C. b. aeneicauda Lawrence, 1865 — північна Колумбія, західна і північна Венесуела;
- C. b. caeruleogaster (Gould, 1847) — східні схили Колумбійських Анд на південному заході країни;
- C. b. intermedia Hartert, E & Hartert, C, 1894 — Південний захід Еквадору і північний захід Перу.

## Поширення і екологія
Синьохвості колібрі-білогузи мешкають в Панамі, Колумбії,  Еквадорі, Перу і Венесуелі. Вони живуть в середньому ярусі вологих і сухих тропічних лісів, на узліссях, у прилеглих вторинних заростях та на кавових плантаціях, на висоті до 2000 м над рівнем моря. В більш вологих районах, де синьохвості колібрі-білогузи зустрічаються симпатрично з бронзовохвостими колібрі-білогузами, вони віддають перевагу навіввідкритим чагарниковим заростям.

## Поведінка
Синьохвості колібрі-білогузи живляться нектаром квітучих дерев з родів Inga, Calliandra, Trichanthera і Еритріна (Erythrina), а також чагарників з родів Афеляндра (Aphelandra), Malvaviscus, Гібіск (Hibiscus), Hamelia і Palicourea та трав з роду Геліконія (Heliconia). Вони переміщуються по певному маршруту, збираючи нектар, і агресивно проганають з дороги інших колібрі. Самці демонструють надзвичайно територіальну поведінку, особливо в багатих на нектар районах. Іноді птахи протикають дзьобом віночки квітів, "викрадаючи" нектар. Також вони доповнюють раціон дрібними комахами, яких ловлять в польоті або збирають з листя чи павутиння. Початок сезону розмноження різнится в залежності від регіону. Гніздо чашоподібне, робиться з рослинних волокон і павутиння, зовні прикрашається мохом і лишайниками, розміщується невисоко на дереві. В кладці 2 білих яйця.